# Rafał Wieruszewski
Rafał Wieruszewski (ur. 24 lutego 1981 w Środzie Wielkopolskiej) – polski lekkoatleta – sprinter, olimpijczyk z Pekinu.

## Osiągnięcia
Olimpijczyk z Aten (2004). Reprezentuje barwy UKS Orkan Środa Wielkopolska. Srebrny medalista HMŚ w 2006 w sztafecie 4 x 400 m (3:04,67), brązowy – HMŚ w 2003 (3:06,61), ME w 2006 (3:01,73) i MŚ w 2007 (biegł w eliminacjach).
W 1999 na mistrzostwach Europy juniorów w Rydze zdobył srebrny medal w sztafecie 4 x 400 m (3:08,15), a rok później zajął trzecie miejsce w sztafecie podczas mistrzostw świata juniorów w Santiago (3:07,05). Był też 3-krotnie medalistą młodzieżowych mistrzostw Europy: 2001 – brąz na 400 m (46,57), 2003 – złoto w sztafecie (3:03,32) i brąz na 400 m (45,87). W sztafecie 4x400 na mistrzostwach świata w Edmonton (2001) zajął czwarte miejsce (obecnie sztafeta została przesunięta na 3. miejsce w związku z dyskwalifikacją sztafety USA). Drugi w sztafecie podczas Pucharu Europy w 2006 (3:03,86). Brązowy medalista uniwersjady w Daegu (2003) w biegu na 400 m (46,53), złoty – uniwersjady w Izmirze (2005) w sztafecie 4 x 400 m (3:02,57) oraz srebrny uniwersjady w Belgradzie w sztafecie 4 x 400 m (3:05,69). Podczas Igrzysk Olimpijskich w Pekinie (2008) biegał w sztafecie 4x400 metrów zajmując 7. miejsce (3:00,32). Mistrz Polski na 400 m w hali i na stadionie (2003).
Najlepszy Sportowiec Wielkopolski w 2006 r. w plebiscycie "Głosu Wielkopolskiego". Zdobywca nagrody Sulisław w kategorii Średzianin Roku.

## Rekordy życiowe
- bieg na 300 m – 33,61 s. (2009)
- bieg na 400 m
  - (stadion) – 45,56 s. (8 sierpnia 2006, Göteborg) – 19. wynik w historii polskiej lekkoatletyki[1]
  - (hala) – 46,87 s. (2003)